# Loxosoma singulare
Loxosoma singulare is een soort in de taxonomische indeling van de kelkwormen (Entoprocta). 
De worm behoort tot het geslacht Loxosoma en behoort tot de familie Loxosomatidae. De wetenschappelijke naam van de soort werd voor het eerst geldig gepubliceerd in 1862 door Keferstein.